# اشتباهاتی صورت گرفته
اشتباهاتی صورت گرفته
بیانیه‌ای است که معمولاً به شیوه لفظی استفاده می‌شود که به موجب آن، فرد سخنگو تصدیق می‌کند که موقعیتی ضعیف یا نامناسب اداره شده ولی بدنبال طفره رفتن از پذیرش هرگونه مسئولیتی در قبال اتهام وارد شده به وی با استفاده از ادبیات مجهول است که به او اجازه می‌دهد فرد خاطی را حذف نماید.
در این روش تصدیق «اشتباهات» در یک حس خلاصه، بدون ارجاع مستقیم به فردی که اشتباهات را مرتکب شده شکل می‌گیرد. سخنگو نه شخصاً مسئولیتی را به عهده می‌گیرد و نه شخص دیگری را متهم می‌کند. همچنین کلمهٔ «اشتباهات» اشاره بر قصد و نیّت قبلی ندارد.